# باول سبايك
باول سبايك (بالإنجليزية: Paul Spike)‏ هو صحفي أمريكي، ولد في 3 أغسطس 1947 في نيوارك في الولايات المتحدة.